# Hesium
Hesium är ett släkte av insekter som beskrevs av Ribaut 1942. Hesium ingår i familjen dvärgstritar.
Släktet innehåller bara arten Hesium domino.